# Maraging-Stahl
Maraging-Stähle (von englisch martensite + aging = martensitaushärtbar) sind eine Gruppe hochfester Stähle, die für eine gleichzeitig gute Zähigkeit bekannt sind. Diese nahezu kohlenstofffreien Legierungen sind mit einem hohen Anteil Nickel (>12 %) legiert und werden einer besonderen Wärmebehandlung unterzogen, die technisch gesehen dem Vergüten entspricht. Jedoch enthalten Maraging-Stähle weitere Legierungselemente wie Cobalt, Molybdän, Aluminium, Kupfer, Niob und Titan, die u. a. bewirken, dass sich in der duktilen Eisenmatrix harte intermetallische Teilchen in feiner Verteilung ausscheiden.
Maraging-Stähle weisen neben der erhöhten Festigkeit eine gute Zähigkeit bei günstigen Verarbeitungs- und Schweißeigenschaften auf. Sie werden als Werkzeugstähle für Anwendungen bei erhöhter Temperatur verwendet, z. B. bei formschwierigen Druckguss- oder Spritzgusswerkzeugen, sowie für die Herstellung von Messern und Klingen für das Sportfechten.
Beispiele sind die Warmarbeitsstähle 1.2709 (Kurzname: X 3 NiCoMoTi 18-9-5) und 1.6356 (X 2 NiCoMoTi 18-12-4).
Da Maraging-Stahl auch in Gaszentrifugen für die Urananreicherung verwendet wird, werden seine Produktion, Import und Export von mehreren Staaten wie Deutschland streng überwacht.